# Jeremiah O'Donovan Rossa
Jeremiah O'Donovan Rossa (gaèlic irlandès Diarmaid Ó Donnabháin Rosa) (10 de setembre de 1831-29 de juny de 1915), fou un líder fenià irlandès, nascut a Rosscarbery, (comtat de Cork). El 1858 va crear l'Associació Phoenix que més tard es va integrar en la Germandat Republicana Irlandesa (IRB). Fou empresonat nombroses vegades per la seva implicació en el moviment fenià, i finalment exiliat el 1871, salpant cap als Estats Units a bord del Cuba amb el seu amic John Devoy i tres altres exiliats. Foren coneguts com The Cuba Five.
Des de Nova York Rossa organitzà les primeres campanyes de bombes a territori anglès en l'anomenada "campanya de la dinamita". També va patrocinar grups rebels com els Irish National Invincibles. La campanya fou abandonada vers el 1880 i va provocar una demanda d'extradició contra ell, que no fou atesa. Tanmateix, les seves tàctiques foren desautoritzades pels altres nacionalistes irlandesos.
El 1885 fou ferit lleument d'un tret a la seva oficina de Broadway per Yseult Dudley, una dona anglesa. El govern anglès afirmà que la dona era una alienada mental, però gairebé ningú s'ho va creure, ja que havia fundat una fundació ("Skirmishing Fund") per a atcar tothom qui lluités contra els britànics (see«Random Ramblings from a Republican».).
Tot i així, va visitar novament Irlanda el 1894 i el 1904, quan fou honorat a la ciutat de Cork. Quan va morir, John Devoy encarregà Thomas J. Clarke retornar el cos a Irlanda. Fou enterrat al cementiri de Glasnevin com un heroi i Patrick Pearse va llegir l'oració funerària.